# Mavinahalli, Kunigal
Mavinahalli là một làng thuộc tehsil Kunigal, huyện Tumkur, bang Karnataka, Ấn Độ.